# Hranovnica
Hranovnica (Hongaars: Szepesvéghely, Duits: Grenitz) is een Slowaakse gemeente in de regio Prešov, en maakt deel uit van het district Poprad.
Hranovnica telt 3193 inwoners.